# Gerra (Gambarogno)

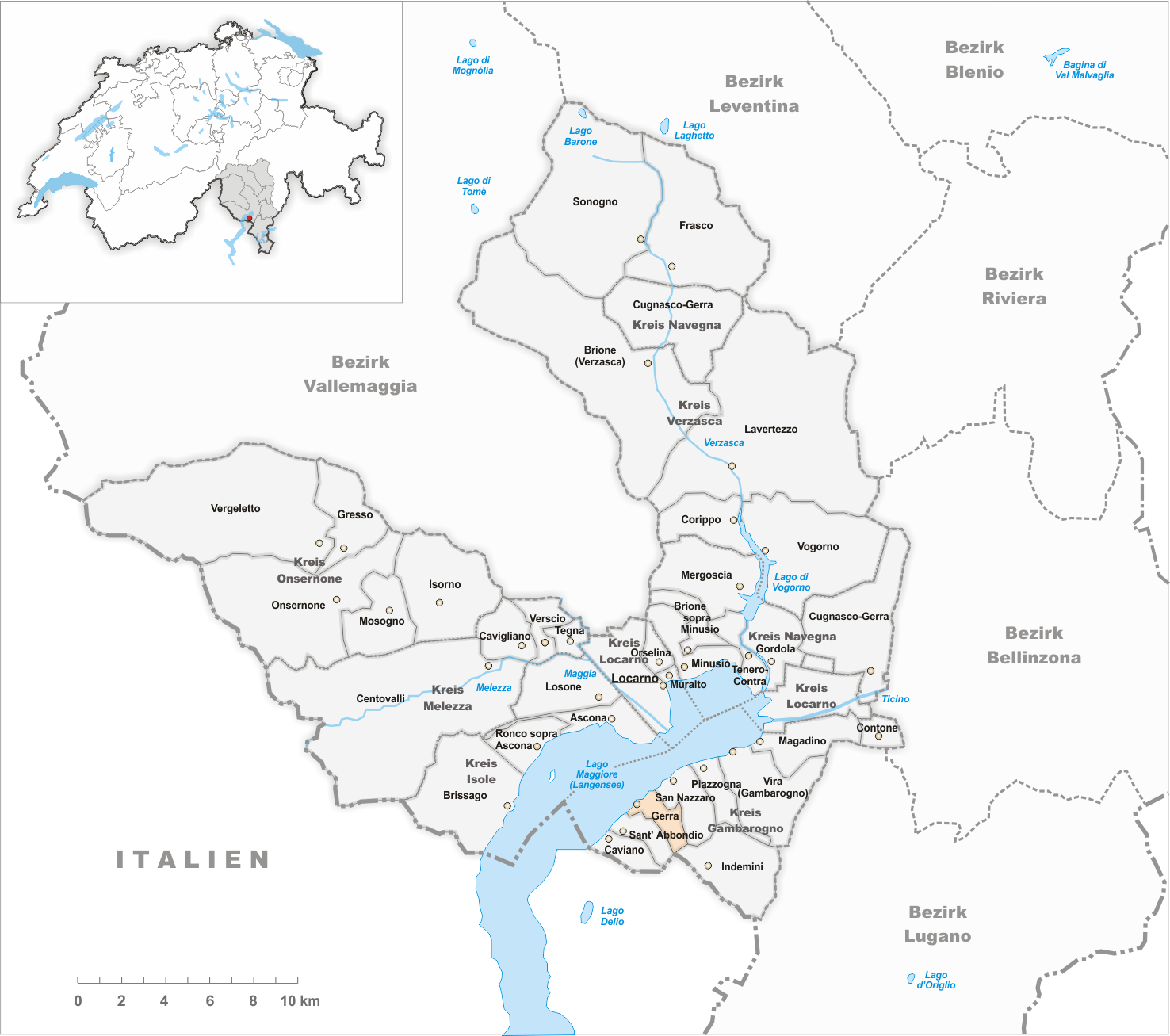
Gemeindestand vor der Fusion am 24. März 2010

Gerra mit Ronco. Historisches Bild von Leo Wehrli (1940)

Werner Friedli (Fotograf): Gerra und Ronco, historisches Luftbild (1946)

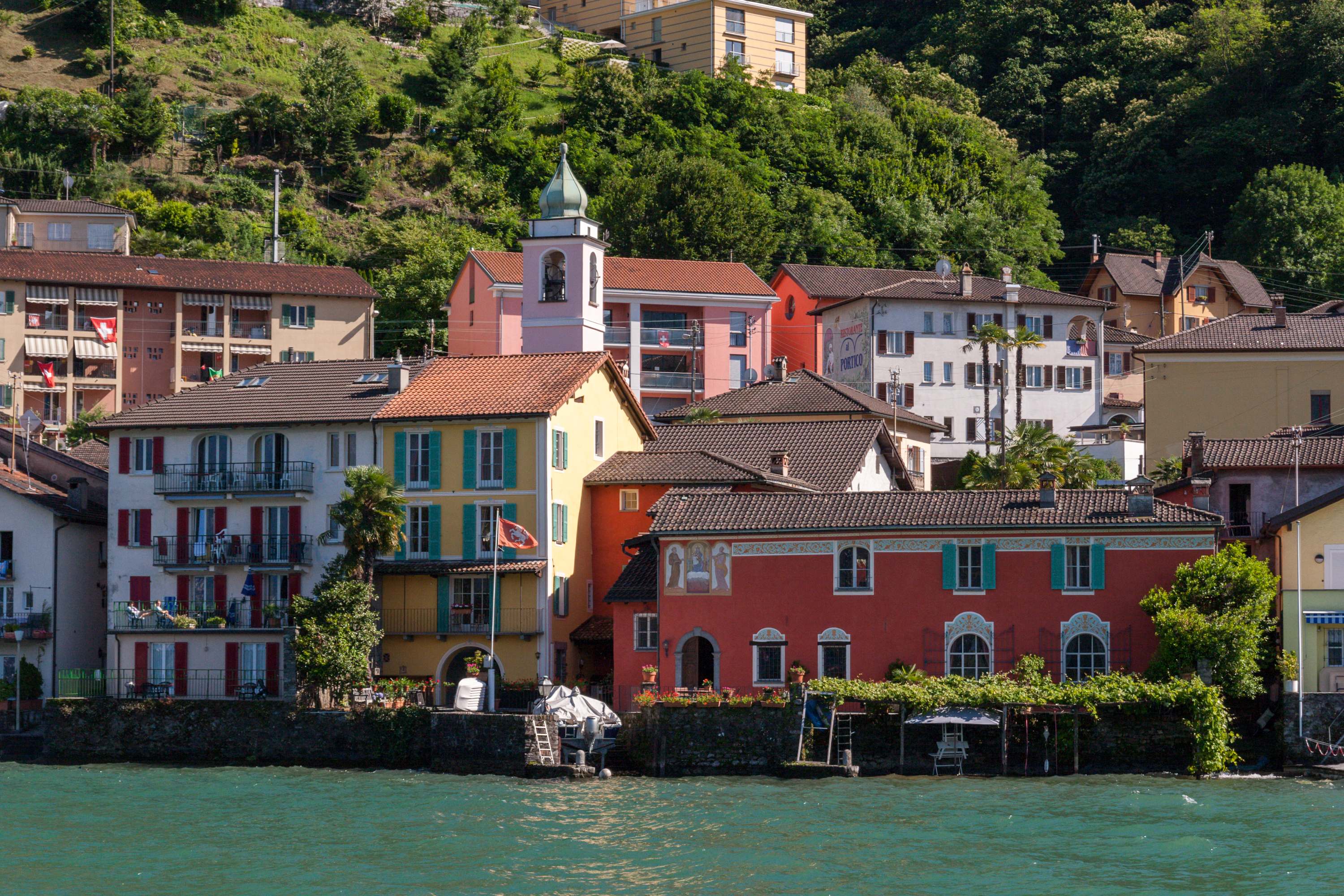
Gerra (Gambarogno) am Lago Maggiore

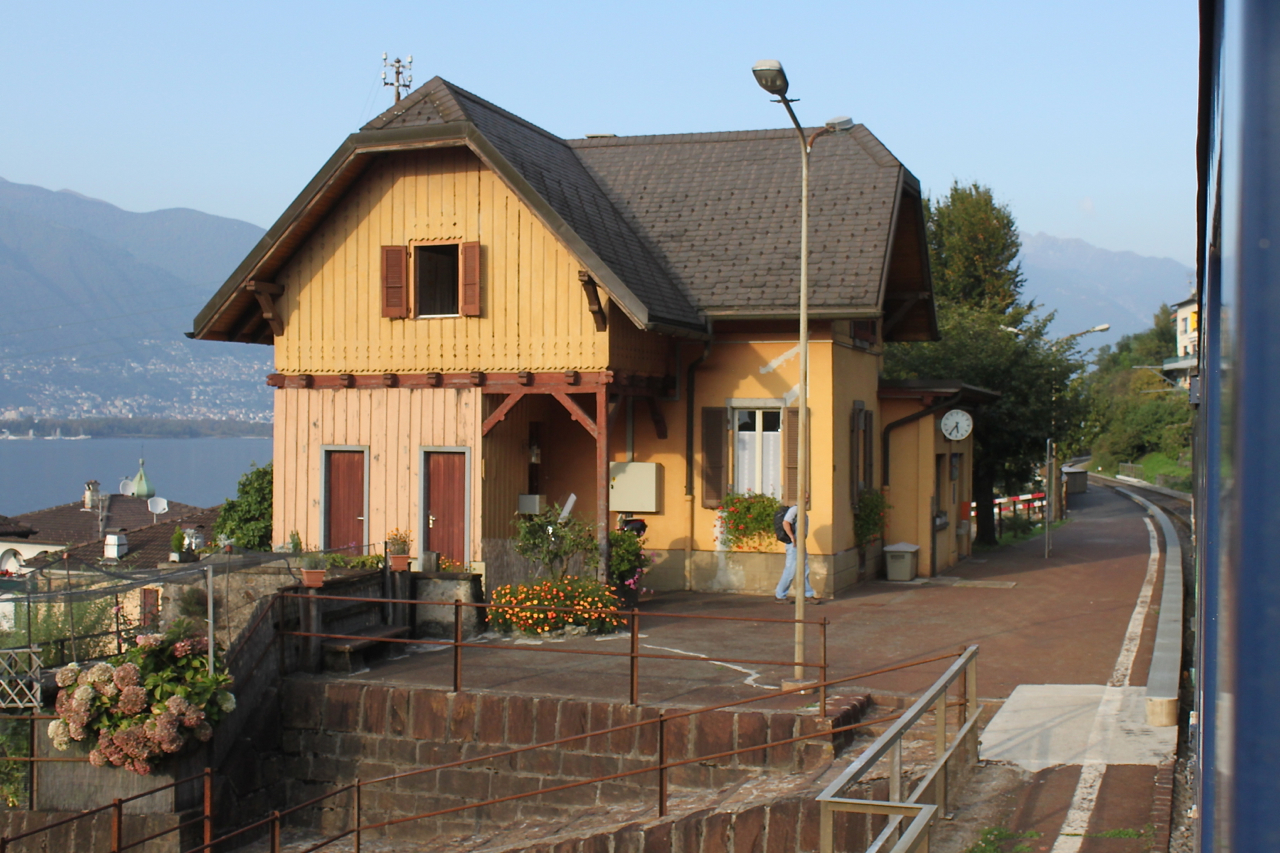
Bahnhof Gerra Gambarogno

Gerra (Gambarogno), im lombardischen Ortsdialekt (a la) Zèra [alaˈdʑɛra], ist ein Ortsteil der Gemeinde Gambarogno im Schweizer Kanton Tessin. Er bildete bis zum 24. April 2010 eine selbständige politische Gemeinde.

## Geographie
Die Ortschaft liegt am östlichen Ufer des Langensees, an der Bahnstrecke Cadenazzo–Luino der Schweizerischen Bundesbahnen. Sie besteht aus den Fraktionen Riva und Scimiana am Seeufer (knapp 200 m ü. M.) sowie Ronco (290 m ü. M.) und Casenzano (335 m ü. M.) am darüberliegenden Hang. Auf rund 800 Meter liegen die Monti di Gerra.

## Geschichte
Im 16. Jahrhundert schlossen sich die Ortschaften Ronco de Martignoni, Ronco di Sopra und Scimiana zu einer Gemeinde zusammen. 1744 wurde die dem heiligen Rochus und dem heiligen Sebastian geweihte Pfarrkirche errichtet.
Am 25. November 2007 wurde die Fusion der Gemeinden am Südufer des Langensee zur neuen Gemeinde Gambarogno von den Stimmberechtigten der Gemeinden Caviano, Contone, Gerra (Gambarogno), Indemini, Magadino, Piazzogna, Sant’Abbondio und Vira (Gambarogno) gutgeheissen. Einzig San Nazzaro war mehrheitlich dagegen. Gegen den Entscheid des Tessiner Grossen Rates, die Fusion trotzdem wie geplant durchzuführen, wurde beim Bundesgericht Beschwerde eingelegt. Nach der Ablehnung der Beschwerde trat die Fusion per 25. April 2010 in Kraft. Gerra Gambarogno bildet aber nach wie vor eine eigenständige Bürgergemeinde.

## Bevölkerung
Einwohnerzahlen: Volkszählungsdaten

## Wappen
Blasonierung
Rot mit goldenem (gelbem) Schildhaupt, darin ein rotgezungter und -bewehrter schwarzer Adler. Unten eine goldene Armbrust
Es handelt sich dabei um eine Übernahme des Wappens der Familie Balestra und zwar zu Ehren des Serafino Balestra (1831–1886).
Das Schildhaupt wird in der italienischen Heraldik capo dell’imperio genannt und kennzeichnete die Parteigänger des Kaisers (Waiblinger, d. h. Staufer) im Gegensatz zu den Anhängern der päpstlichen Partei (Welfen), deren Parteizeichen das capo d’Angio (Anjou) war.

## Sehenswürdigkeiten
- Pfarrkirche Santi Rocco und Sebastiano[5]
- Oratorium San Bernardino (oder del Crocifisso) im Ortsteil Ronco mit Fresken des Malers Antonio da Tradate (1485)[5][6]
- Oratorium Madonna del Rosario[5][7]
- Betkapelle der Madonna[8]
- Wohnhaus mit Fresko Mater lactans[5][9]
- Wohnhaus mit Fresko Madonna del Rosario[5][10]
- prähistorische Schalensteine[5][11]

## Persönlichkeiten
(Sortierung nach Geburtsjahr.)
- Antonio Balestra (* um 1600 in Gerra Gambarogno; † nach 1634 ebenda), Architekt[12]
- Agostino Balestra (* 10. November 1817 in Gerra (Gambarogno); † 1. Dezember 1887 ebenda), Kunstmaler und Dekorateur, Mitarbeiter von Giovanni Antonio Vanoni[13]
- Giovanni Galli (* 27. November 1853 in Gerra (Gambarogno); † 24. Mai 1920 in Lugano), Ingenieur,  Präsident der Tessiner Sektion des Schweizerischen Ingenieur- und Architektenvereins (SIA)[14]
- Dino Balestra (* 1947), Pädagoge, Theaterautor, ehemaliger Direktor der SRG SSR in Lugano[15][16]
- Ester Monaco (* 1973 in Gerra Gambarogno), Meisterlandwirtin, Unternehmerin[17]